# 42-га окрема механізована бригада (Україна)
42-га окрема механізована бригада (42 ОМБр) — військове з'єднання механізованих військ у складі Сухопутних військ Збройних сил України чисельністю в бригаду.

## Історія
25 січня 2023 року була сформована 42-га механізована бригада.
Бригада воювала на Лиманському напрямку, зокрема у Серебрянському лісництві.
З жовтня 2023 року бригада воювала на околицях Бахмута, в районі н.п. Хромове, Богданівка.
У січні 2024 року бригаду привітала адміністрація м. Чортків.
У травні 2024 року підрозділи 42-ї механізованої бригади, яка нещодавно вийшла з-під жорстоких боїв під Бахмутом, були передислоковані під Харків і розгорнуті у другому ешелоні, позаду 125-ї бригади територіальної оборони, смугою близько 50 км. 10 травня російська армія почала наступ, і бригада брала участь у боях.
З вересня 2024 року підрозділи 42 ОМБр розпочали бої на Торецькому напрямку та в самому м. Торецьку (БТГр придана до 100 ОМБр). 

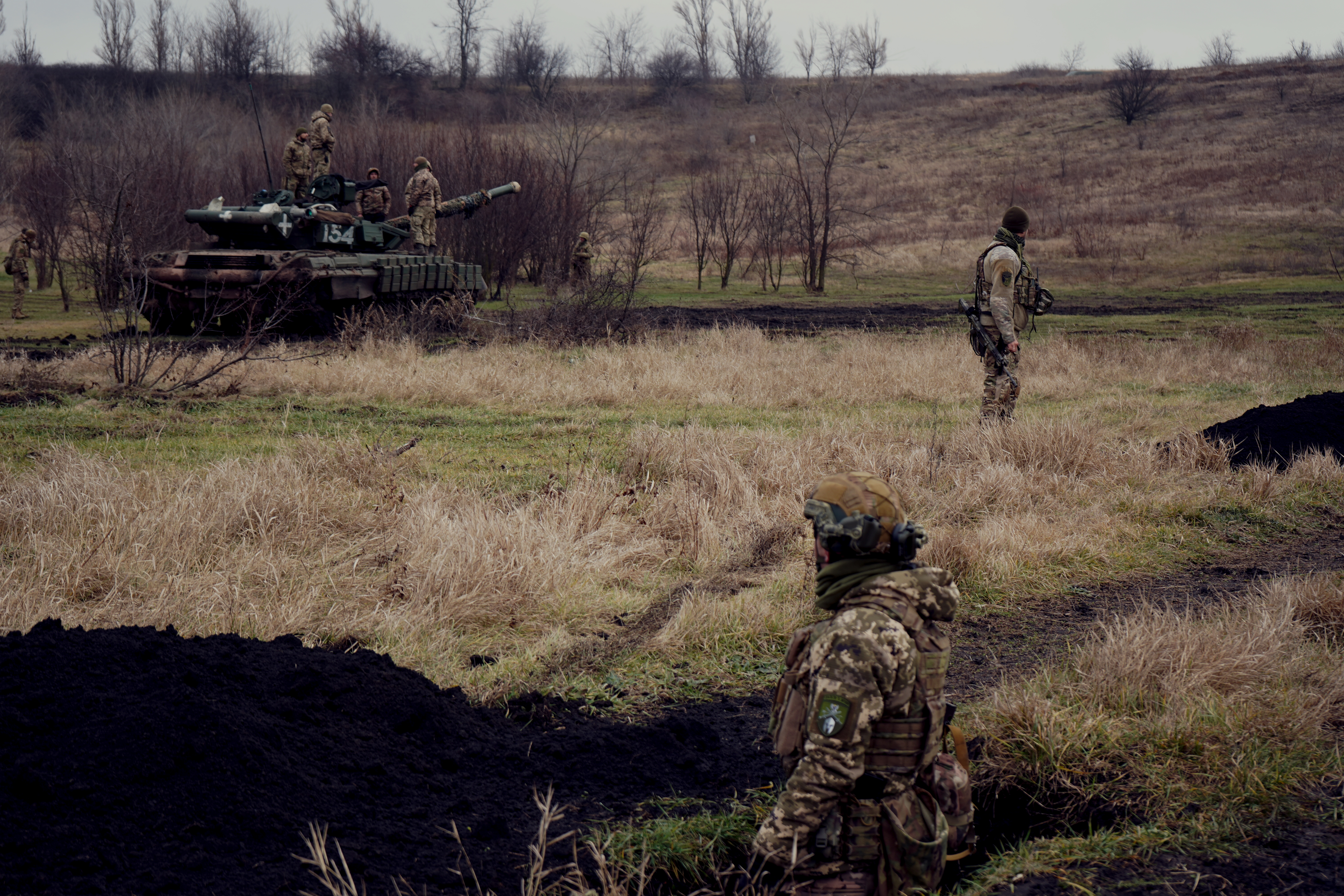
Бригадні навчання

## Структура
- 1-й механізований батальйон[4]
- 2-й механізований батальйон[5]
- 3-й механізований батальйон[6]
- мотопіхотний батальйон (колишній 422-й стрілецький батальйон)[7]
- 419-й окремий стрілецький батальйон[8]
- 424-й окремий стрілецький батальйон[9]
- танковий батальйон[10]
- батальйон безпілотних систем «Перун»[11]
- зенітна ракетно-артилерійська батарея[12]
- розвідувальна рота[13]

## Командування
- (2023) підполковник Володимир Болехан[1]
- (2024) підполковник Сергій Лісовенко[1][2][14]

## Символіка
Емблема 42 бригади має на чорно-синьому навскісно поділеному щиті зображення шолома з двома мечами, що перехрещені за ним. Згори розташовано три муровані вежі, які наявні в гербі Тернопільської області. Над щитом знаходиться чорна стрічка з гаслом — «ДОБЛЕСТЮ ТА ЗБРОЄЮ».